# Bely Jar (Kaliningrad)
Bely Jar (russisch Белый Яр, deutsch Eiserwagen) ist ein Ort in der russischen Oblast Kaliningrad (Gebiet Königsberg (Preußen)). Er liegt im Rajon Prawdinsk (Kreis Friedland (Ostpr.)) und gehört zur Prawdinskoje gorodskoje posselenije (Stadtgemeinde Prawdinsk (Friedland (Ostpr.))).

## Geographie
Bely Jar liegt an einer Nebenstraße, die Nowo-Bobruisk (Ilmsdorf) an der russischen Fernstraße R 508 mit Druschba (Allenburg) an der Fernstraße R 514 (hier Teilstück der ehemaligen deutschen Reichsstraße 142) verbindet. Bis zur Rajonshauptstadt Prawdinsk sind es 16 Kilometer, die ehemalige Kreisstadt Snamensk (Wehlau) liegt 15 Kilometer entfernt.
Eine Bahnanbindung besteht nicht mehr. Bis 1945 war der Ort Bahnstation an der Bahnstrecke von Wehlau (russisch: Snamensk) nach Heilsberg (heute polnisch: Lidzbark Warmiński).

## Geschichte
Das ehedem Eiserwagen genannte Gutsdorf war zwischen 1874 und 1945 Amtsdorf und damit namensgebend für den Amtsbezirk Eiserwagen, der zum Landkreis Wehlau im Regierungsbezirk Königsberg der preußischen Provinz Ostpreußen gehörte. Im Jahre 1910 lebten hier 153 Einwohner.
Am 30. September 1928 schlossen sich der Gutsbezirk Eiserwagen (mit den Ortsteilen Hansenhof, Klein Eiserwagen und Wittenberg) mit dem Gutsbezirk Friederikenruh (heute nicht mehr existent) zur neuen Landgemeinde Eiserwagen zusammen. Die Einwohnerzahl stieg bis 1933 auf 255 und betrug 1939 noch 249.
Infolge des Zweiten Weltkrieges kam das nördliche Ostpreußen und mit ihm Eiserwagen zur Sowjetunion. 1947 erhielt das Dorf den russischen Namen „Bely Jar“. Im Jahre 2009 wurde der Ort innerhalb der seit 1991/92 russischen Oblast Kaliningrad – aufgrund einer Struktur- und Verwaltungsreform – eine als „Siedlung“ (russisch: possjolok) eingestufte Ortschaft innerhalb der Prawdinskoje gorodskoje posselenije (Stadtgemeinde Prawdinsk (Friedland (Ostpr.))) im Rajon Prawdinsk.

### Amtsbezirk Eiserwagen
Am 13. Juni 1874 bildeten zwei Landgemeinden und drei Gutsbezirke den neu errichteten Amtsbezirk Eiserwagen:
| Name (bis 1945/1947/1950)       | Name (ab 1947/1950) | Bemerkungen                                                            |
| ------------------------------- | ------------------- | ---------------------------------------------------------------------- |
| Landgemeinden:                  |                     |                                                                        |
| Harnowen 1938–1945: Krugdorf    | --                  | 1920 in die Landgemeinde Neusasserei (AB Groß Allendorf) eingegliedert |
| Schönrade                       | Schtscherbinino     |                                                                        |
| Gutsbezirke:                    |                     |                                                                        |
| Eiserwagen                      | Bely Jar            | 1928 in eine Landgemeinde umgewandelt                                  |
| Glashütte                       | Dalneje             |                                                                        |
| Nagurren 1938–1945: Freudenfeld | Rodina              |                                                                        |

Am 1. Januar 1945 gehörten noch drei Gemeinden zum Amtsbezirk Eiserwagen: Eiserwagen, Freudenfeld und Schönrade. Die Gemeinde Freudenfeld ist heute nicht mehr existent.

## Kirche
Mit seiner mehrheitlich evangelischen Bevölkerung gehörte Eiserwagen bis 1945 zum Kirchspiel Allenburg (russisch: Druschba), das im Kirchenkreis Wehlau (russisch: Snamensk) innerhalb der Kirchenprovinz Ostpreußen der Kirche der Altpreußischen Union lag.
Auch heute ist Druschba für Bely Jahr Bezugsort der dort in den 1990er Jahren neugegründeten evangelischen Gemeinde. Sie ist der Kirchenregion der Auferstehungskirchengemeinde in Kaliningrad (Königsberg (Preußen)) zugeordnet, die zur ebenfalls neugebildeten Propstei Kaliningrad der Evangelisch-Lutherischen Kirche Europäisches Russland (ELKER) gehört.

## Söhne und Töchter
- Alexander von Treskow (1764–1823), preußischer Generalmajor